# Gare de Belleville (Vendée)
Pour les articles homonymes, voir gare de Belleville.
La gare de Belleville (Vendée) est une gare ferroviaire française de la ligne de Nantes-Orléans à Saintes, située sur le territoire de la commune déléguée de Belleville-sur-Vie et celui de la commune de Bellevigny, dans le département de la Vendée en région Pays de la Loire. Officiellement, elle est appelée « Belleville (Vendée) » sur les documents officiels et certains documents commerciaux, pour éviter la confusion avec d'autres gares homonymes du réseau ferré français.
C'est une halte voyageurs de la Société nationale des chemins de fer français (SNCF), desservie par des trains express régionaux TER Pays de la Loire.

## Situation ferroviaire
Établie à 75 mètres d'altitude, la gare de Belleville est située au point kilométrique (PK) 63,023 de la ligne de Nantes-Orléans à Saintes, entre les gares de L'Herbergement - Les Brouzils et de La Roche-sur-Yon.

## Service des voyageurs

### Accueil

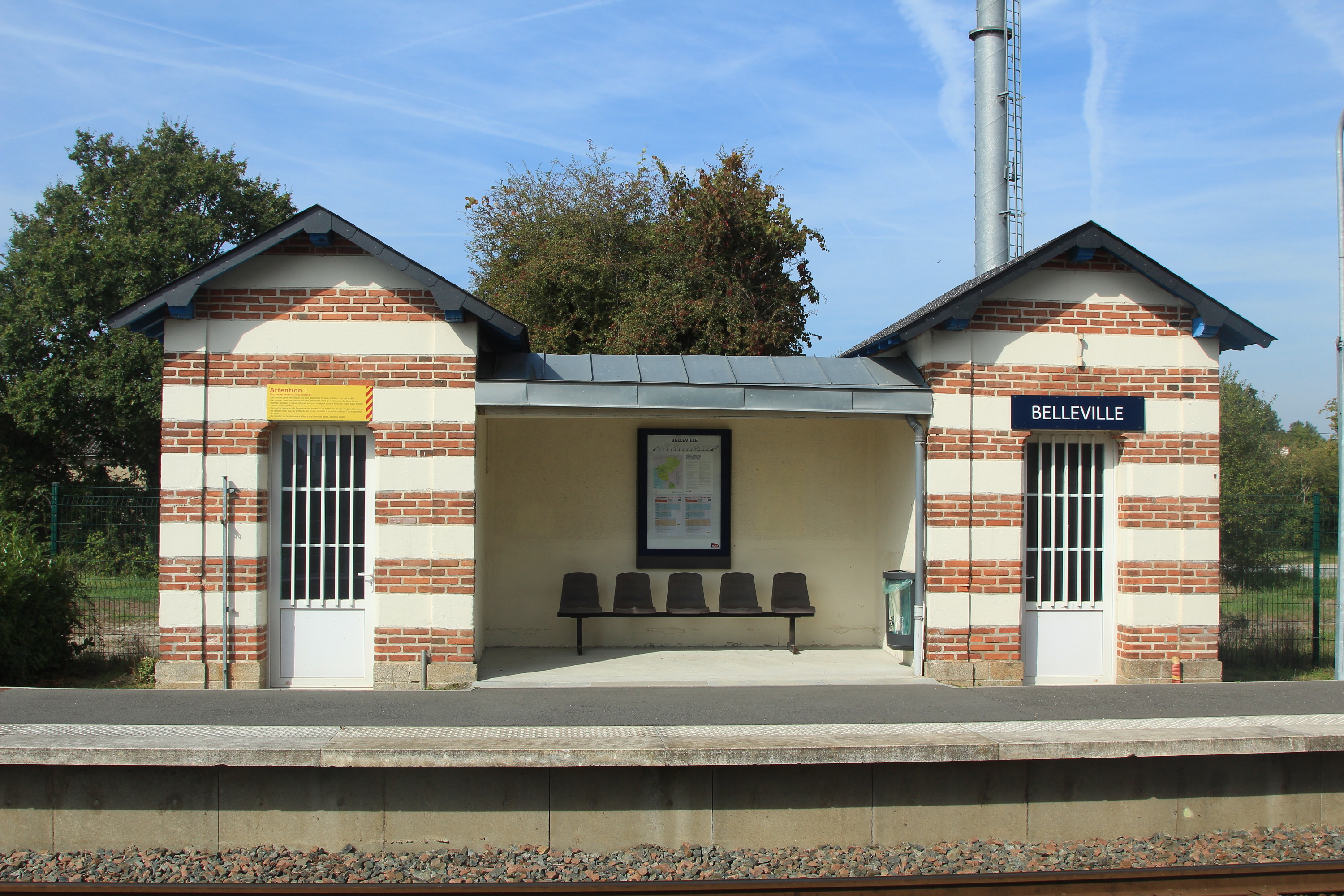
L'abri du quai direction Nantes qui fait face au bâtiment voyageurs.

C'est une halte SNCF, point d'arrêt non géré (PANG) à accès libre. Elle est équipée d'abris de quai.

### Desserte
La gare est desservie par des trains TER Pays de la Loire circulant entre Nantes et La Roche-sur-Yon. 8,5 allers-retours sont proposés en semaine, certains de ces trains sont prolongés ou amorcés en gare des Sables-d'Olonne.

### Intermodalité
Un parking pour les véhicules est aménagé.